# 欧比萨尔格
欧比萨尔格（法語：Aubussargues，法語發音：[obysaʁɡ]）是法国加尔省的一个市镇，属于尼姆区。

## 地理
欧比萨尔格（44°0'26"N, 4°19'30"E）面积8.52 平方千米，位于法国奧克西塔尼大區加尔省，该省份为法国南部沿海省份，南端濒地中海，北起顺时针与阿尔代什省、沃克吕兹省、罗讷河口省、埃罗省、阿韦龙省和洛泽尔省接壤。
与欧比萨尔格接壤的市镇（或旧市镇、城区）包括：阿尔帕亚格和欧雷亚克、布尔迪克、科洛尔格、加里格-圣厄拉利、塞尔维耶和拉博姆。

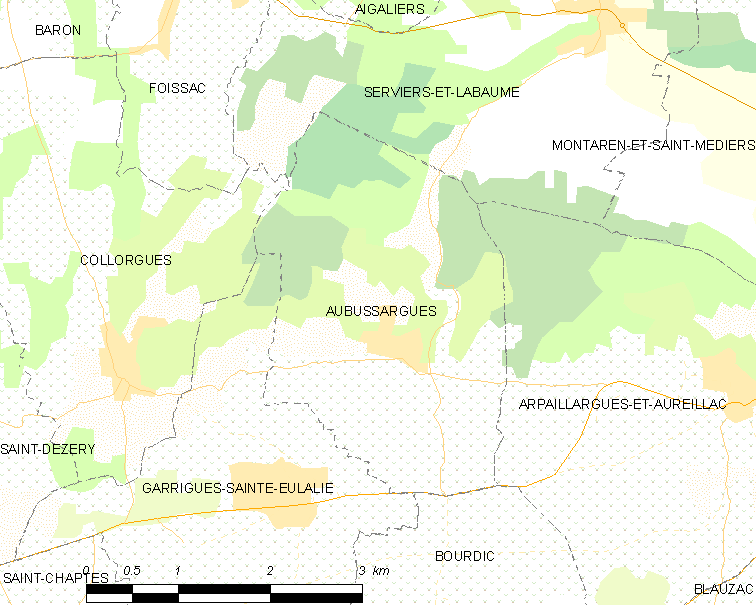
欧比萨尔格的OSM定位图

欧比萨尔格的时区为UTC+01:00、UTC+02:00（夏令时）。

## 行政
欧比萨尔格的邮政编码为30190，INSEE市镇编码为30021。

## 政治
欧比萨尔格所属的省级选区为于泽斯县。

## 人口

1962-2008年间欧比萨尔格人口变化图示

欧比萨尔格于2022年1月1日时的人口数量为326人。